# Daniel Avramovski
Daniel Avramovski (en macedonio: Марјан Радески; Skopie, 20 de febrero de 1995) es un futbolista macedonio que juega en la demarcación de centrocampista para el Iğdır F. K. de la TFF Primera División.

## Selección nacional
Tras jugar con la selección de fútbol sub-17 de Macedonia del Norte y la sub-21, finalmente debutó con la selección absoluta el 18 de junio de 2014. Lo hizo en un partido amistoso contra China que finalizó con un resultado de 2-0 a favor del combinado chino tras los goles de Yu Hanchao y Gao Di.

## Clubes
| Club                              | País                 | Año       | Partidos | Goles |
| --------------------------------- | -------------------- | --------- | -------- | ----- |
| F. K. Rabotnički                  | Macedonia del Norte  | 2010-2013 | 12       | 0     |
| F. K. Makedonija G. P. (cedido)   | Macedonia del Norte  | 2013-2014 | 29       | 1     |
| Estrella Roja de Belgrado         | Serbia               | 2014-2015 | 13       | 1     |
| O. F. K. Belgrado                 | Serbia               | 2015-2016 | 24       | 0     |
| N. K. Olimpija Ljubljana          | Eslovenia            | 2017      | 9        | 0     |
| F. K. Vojvodina Novi Sad (cedido) | Serbia               | 2017-2018 | 19       | 1     |
| N. K. Olimpija Ljubljana          | Eslovenia            | 2018-2019 | 7        | 1     |
| F. K. Vardar                      | Macedonia del Norte  | 2019-2020 | 38       | 12    |
| Kayserispor                       | Turquía              | 2020-2021 | 25       | 2     |
| F. K. Sarajevo                    | Bosnia y Herzegovina | 2022-2023 | 45       | 4     |
| Boluspor                          | Turquía              | 2024-2025 | 37       | 17    |
| Iğdır F. K.                       | Turquía              | 2025-     | 18       | 4     |